# Andamia heteroptera
Andamia heteroptera är en fiskart som först beskrevs av Bleeker, 1857.  Andamia heteroptera ingår i släktet Andamia och familjen Blenniidae. Inga underarter finns listade i Catalogue of Life.